# Onychogomphus seydeli
Onychogomphus seydeli – gatunek ważki z rodziny gadziogłówkowatych (Gomphidae).